# Limit połowowy
Limit połowowy – oznacza ilościowe ograniczenie połowów danego stada ryb lub grupy stad ryb w danym okresie, w przypadku gdy tych stad ryb lub grup stad ryb dotyczy obowiązek wyładunku, albo ilościowe ograniczenie w danym okresie wyładunków danego stada ryb lub grupy stad ryb, do których obowiązek wyładunku nie ma zastosowania.